# 笑激!!よしもとライブ
『笑激!!よしもとライブ』（しょうげき よしもとライブ）は、近畿地方の独立UHF局で放送されていたKBS京都テレビ・吉本興業・KBS京都プロジェクト共同製作のお笑い番組。吉本興業の若手芸人たちが参加するライブとイベント（主にうめだ花月とbaseよしもとで行われたもの）の模様を放送していた。
本番組の終了後、替わって『吉本☆ぐいピコ!』がスタートした。

## 放送内容
番組は主に、若手芸人参加のネタライブやトークライブ、その他のイベントの模様を放送。当時うめだ花月で行われていた「芝居もん」（2006年9月まで実施）やbaseよしもとで行われていた「ガンガンライブ」の模様も放送していた。
オープニングでは、MCのケツカッチン（和泉修と高山トモヒロのいずれかが出演）と吉本興業所属の女性タレント（週によって異なる）が劇場前でライブの簡単な説明を行い、その後にライブ本編が始まっていた。ライブの終了後、MCとライブ出演者たちがエンディングで楽屋トークを行っていた。

## 出演者

### MC
MCは基本的に交替制で、和泉と高山のいずれかが出演していた。
- 和泉修（ケツカッチン）
- 高山トモヒロ（ケツカッチン）

### アシスタント
新家が途中降板してからは、稲垣・金原・高嶋の3人が週替わりで出演していた。
- 新家綾子
- 稲垣早希
- 金原早苗
- 高嶋晃江

## スタッフ
- SW（スイッチャー）：前田昌彦
- CAM（カメラマン）：寺岡憲一、脇阪祐司
- AUD（オーディオ音声）：直田輝彦、梶巻久仁彦
- VE（ビデオエンジニア）：大森喜章
- EED（ビデオ編集）：橋爪真也、徳安悠治
- MA（マルチオーディオ編集） / SE（サウンドエフェクター）：河村章
- AD（アシスタントディレクター）：田上佳世
- ディレクター：廣田弥生、谷垣和歌子、木谷綾子
- プロデューサー：村田一彦（KBS京都）、西村康博（KBS京都プロジェクト）、辻龍三
- 制作協力：アイ・ティ・エス ／ トラッシュ、アンカー、戯音工房
- 制作著作：KBS京都、吉本興業、KBS京都プロジェクト

## エンディングテーマ
- THE★RED STAR「寝ます」 - うめだ花月からの放送時に使用。
- Day of the legend「Forever Memories」 - baseよしもとからの放送時に使用。

## 放送局
| 放送対象地域 | 放送局        | 系列      | 放送日時                                                                                   | 備考                         |
| ------------ | ------------- | --------- | ------------------------------------------------------------------------------------------ | ---------------------------- |
| 京都府       | KBS京都テレビ | 独立UHF局 | 月曜 21:00 - 21:54 （放送開始時） 月曜 19:25 - 20:20 水曜 22:00 - 22:54 （2006年10月以降） | 製作局                       |
| 兵庫県       | サンテレビ    | 独立UHF局 | 土曜 18:30 - 19:24                                                                         | 野球中継がある日には放送休止 |
| 三重県       | 三重テレビ    | 独立UHF局 | 不定期放送                                                                                 |                              |